# Aspidium wawraeanum
Aspidium wawraeanum là một loài dương xỉ trong họ Tectariaceae. Loài này được Szysz.in Beck mô tả khoa học đầu tiên năm 1888.
Danh pháp khoa học của loài này chưa được làm sáng tỏ. 